# Sendangwaru
Sendangwaru is een bestuurslaag in het regentschap Rembang van de provincie Midden-Java, Indonesië. Sendangwaru telt 2159 inwoners (volkstelling 2010).